# Canoa

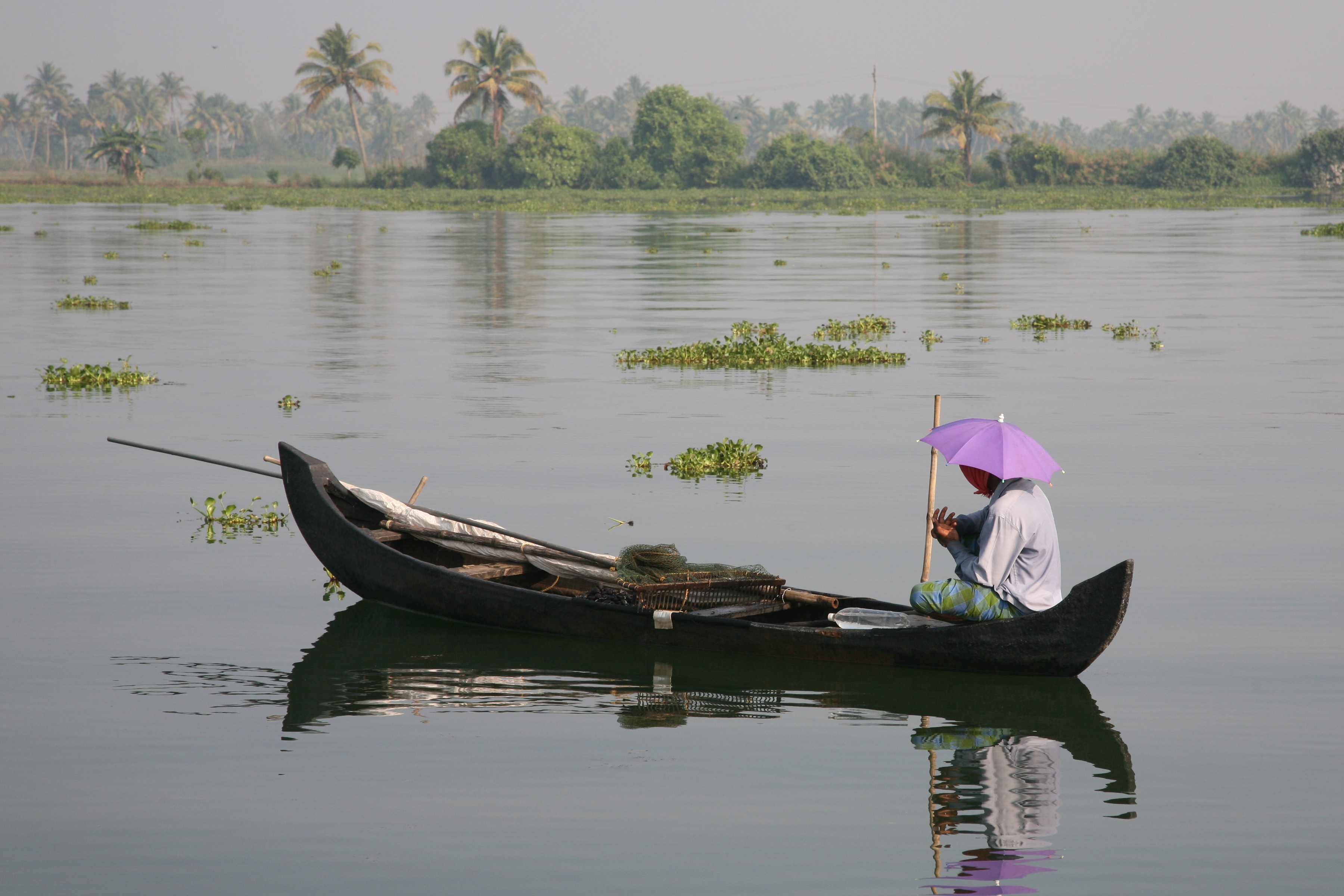
Canoa em Querala, Índia

Canoa é um tipo de bote, ela geralmente é definida como uma embarcação leve a remo de casco afinado tanto na proa como na popa.
Vários tipos de canoas têm sido produzidas por várias culturas desde os primórdios. Os mesopotâmicos já as faziam de peles costuradas, os egípcios com elas transportavam enormes pedras.
O uso da canoa foi essencial na internalização da colonização europeia na América (notadamente Canadá e no Brasil das entradas e bandeiras), que se fez a remo e em canoas.
Ainda hoje e em todos os continentes, é com este pequeno e rudimentar veículo aquaviário que uma vasta quantidade de pessoas supre suas necessidades de locomoção em viagens ou migrações e no sustento diário da pesca de subsistência. 
Na maioria das vezes a canoa é produzida escavando ou queimando o tronco de uma só árvore como a canoa caiçara, ou armando sua casca (birch bark), um casco de peles de animais costuradas (caiaque inuit) ou mesmo um feixe de juncos amarrados (caballito de Totora). 
Na Polinésia a construção de canoas encontrou um enorme refinamento de suas formas hidrodinâmicas e invenção do catamarã que não é mais que a conjunção de duas canoas, possibilitando aos Austronésios a colonização das dispersas ilhas oceânicas do Pacífico, o mais extenso dos oceanos.  